# Бергоньоне, Амброджо
Амброджо да Фоссано по прозванию Бергоньоне, или Боргоньоне (il Bergognone, Bоrgognone), также известный как Амброджо ди Стефано да Фоссано, Амброджо Стефани да Фоссано или Амброджо Эгоньи (итал. Ambrogio da Fossano, Ambrogio di Stefano da Fossano, Ambrogio Stefani da Fossano, Ambrogio Egogni, 1453, Фоссано, провинция Кунео — 1523, Милан) — итальянский живописец эпохи Возрождения ломбардской школы.

## Биография и творчество
Амброджо, возможно, был родом из Фоссано (регион Пьемонт на северо-западе Италии). Он появляется в реестре художников Миланского университета в 1481 году как Амброзиус де Фоссано, живёт в Милане в приходе Сан-Гальдино в Порта-Романа. Некоторые из его работ подписаны Амброзио де Фоссано Брегоньоно (Brecognono, bregognono или bergognono), но Фоссано и Бергоньоне также являются именами ломбардских семей, проживающих в районе Чертоза-ди-Павия, где художник будет работать с 1488 по 1494 год итал. bergamasco — бергамский, родом из Бергамо). Ничего не известно о его образовании.
Амброджо да Фоссано работал в эпоху Возрождения, но был архаичным мастером, писал в основном темперой по дереву в традициях интернациональной готики. В его живописи можно найти некоторые аналогии с искусством Винченцо Фоппы, учеником которого он, возможно, был, а также с работами художников фламандской и провансальской школ, а также живописцев Дзанетто Бугатто, Антонелло да Мессина, Рогир ван дер Вейден, Петрус Кристус, вкус которых формировался в путешествиях «по ту сторону Альп». Также очевидно влияние франко-фламандской книжной миниатюры. «Об этих влияниях, близких или отдалённых в пространстве и времени, опосредованных или прямых, будет полезно сказать в отношении эпохи, когда взаимные обмены между Ломбардией, Пьемонтом и Лигурией, с одной стороны, и Бургундией, Иль-де-Франсом, Рейном — с другой стали обычным делом».
В относительно поздний период Бергоньоне испытал влияние Леонардо да Винчи. Между 1480 и 1490 годами Бергоньоне создал диптих, который сейчас находится в Академии Каррара в Бергамо, со святым Павлом и святым Иоанном Богословом: необычное иконографическое сопоставление, возможно, намёк на актуальную для тех лет тему «пропаганды веры» (De propaganda fide).
Между 1488 и 1495 годами Бергоньоне был главным художником, работавшим в монастырской обители картезианцев Чертоза ди Павия. Там он создал, в дополнение к большому количеству фресок, девять алтарей: шесть сохранились, три на месте, два в Национальной галерее в Лондоне и один в Познани, фрагменты седьмого сохранились как в Чертоза ди Павия, так и в частной коллекции в Милане.
Позднее художник работал в Милане в базилике Сант-Амброджо и церкви Санта-Мария-прессо-Сан-Сатиро, после 1497 — в базилике Сант-Эусторджо, в 1512 — в Санто-Спирито в Бергамо, незадолго до смерти — снова в Милане, в базилике Сан-Симпличано, и в Павийской Чертозе.
Его завещание датировано 4 апреля 1523 года, в том же году он умер. Одним из его учеников считают Бернардино Луини.
Многие художники были его последователями, среди которых выделялись его младший брат Бернардино и Бернардино Ланцани из Сан-Коломбано-аль-Ламбро.
Работы Бергоньоне представлены в музеях Бергамо, Милана (Пинакотека Брера, музей Польди-Пеццоли), Турина, Парижа, Лондона, Нью-Йорка, частных собраниях. В Санкт-Петербургском Эрмитаже имеется картина Бергоньоне «Апостол Иаков Старший» (ок. 1500).

## Галерея

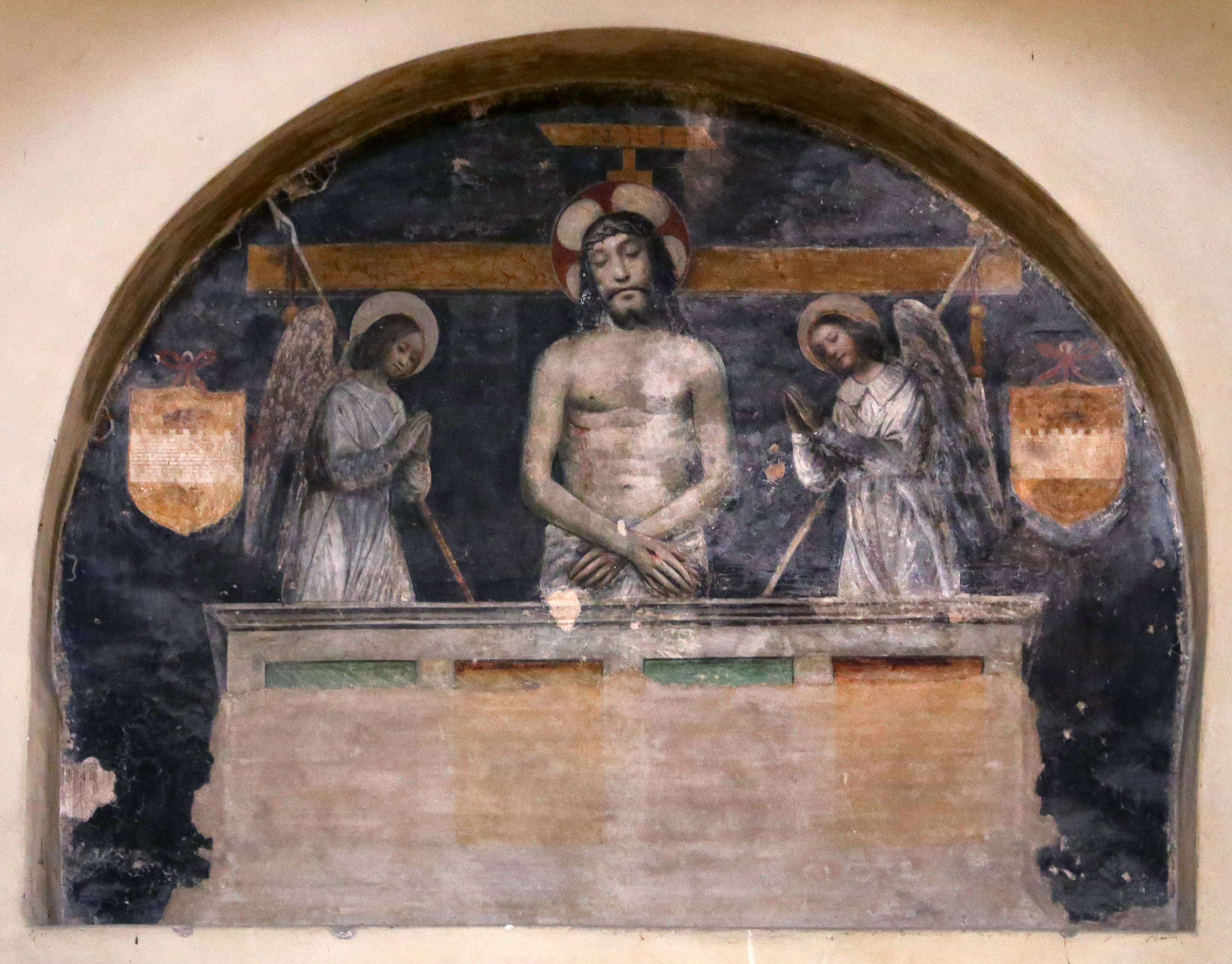
Пьета. Базилика Сан-Лоренцо Маджоре. Капелла Сант-Аквиллино, Милан
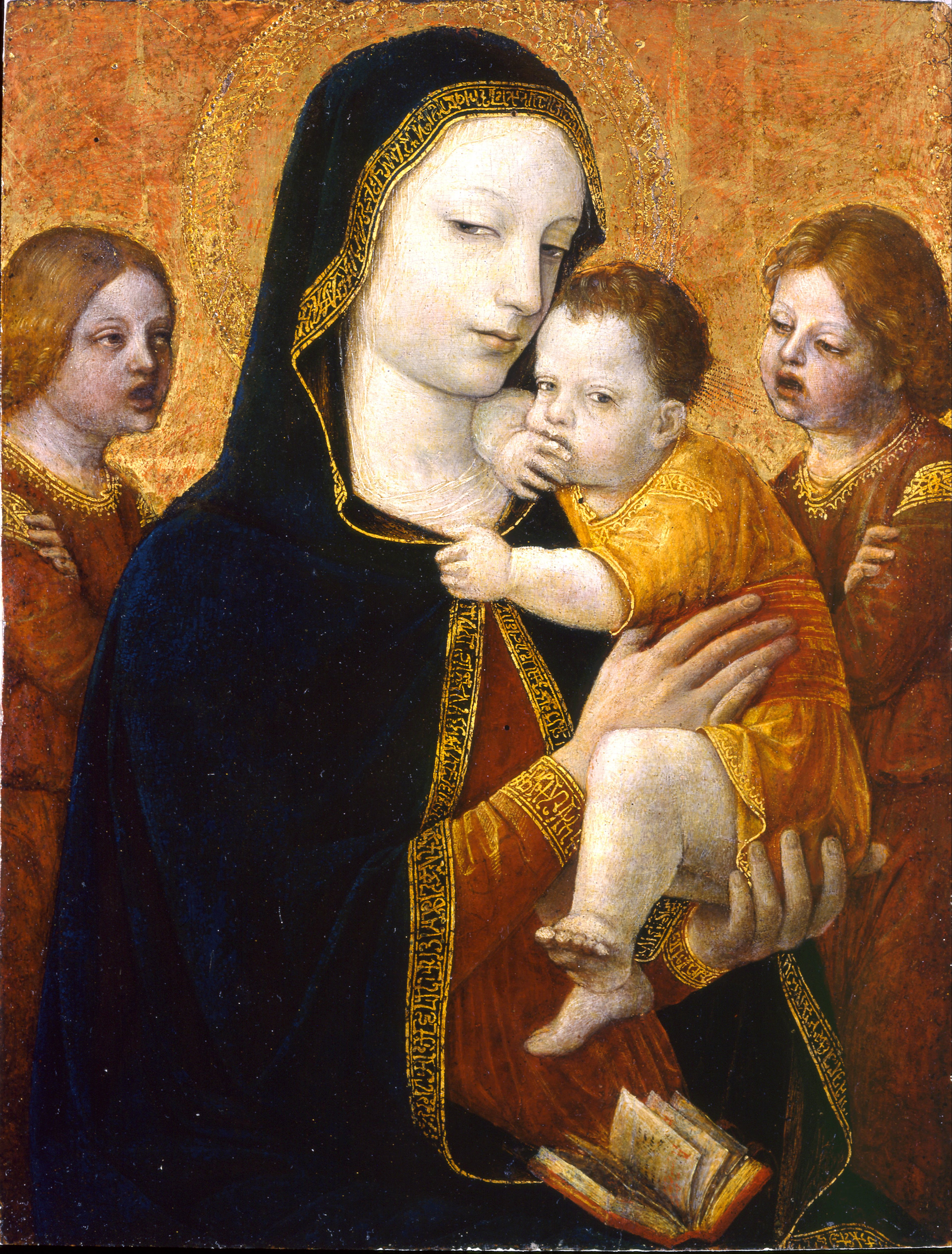
Мадонна с Младенцем и двумя ангелами. Ок. 1485. Дерево, темпера. Музей Польди-Пеццоли, Милан
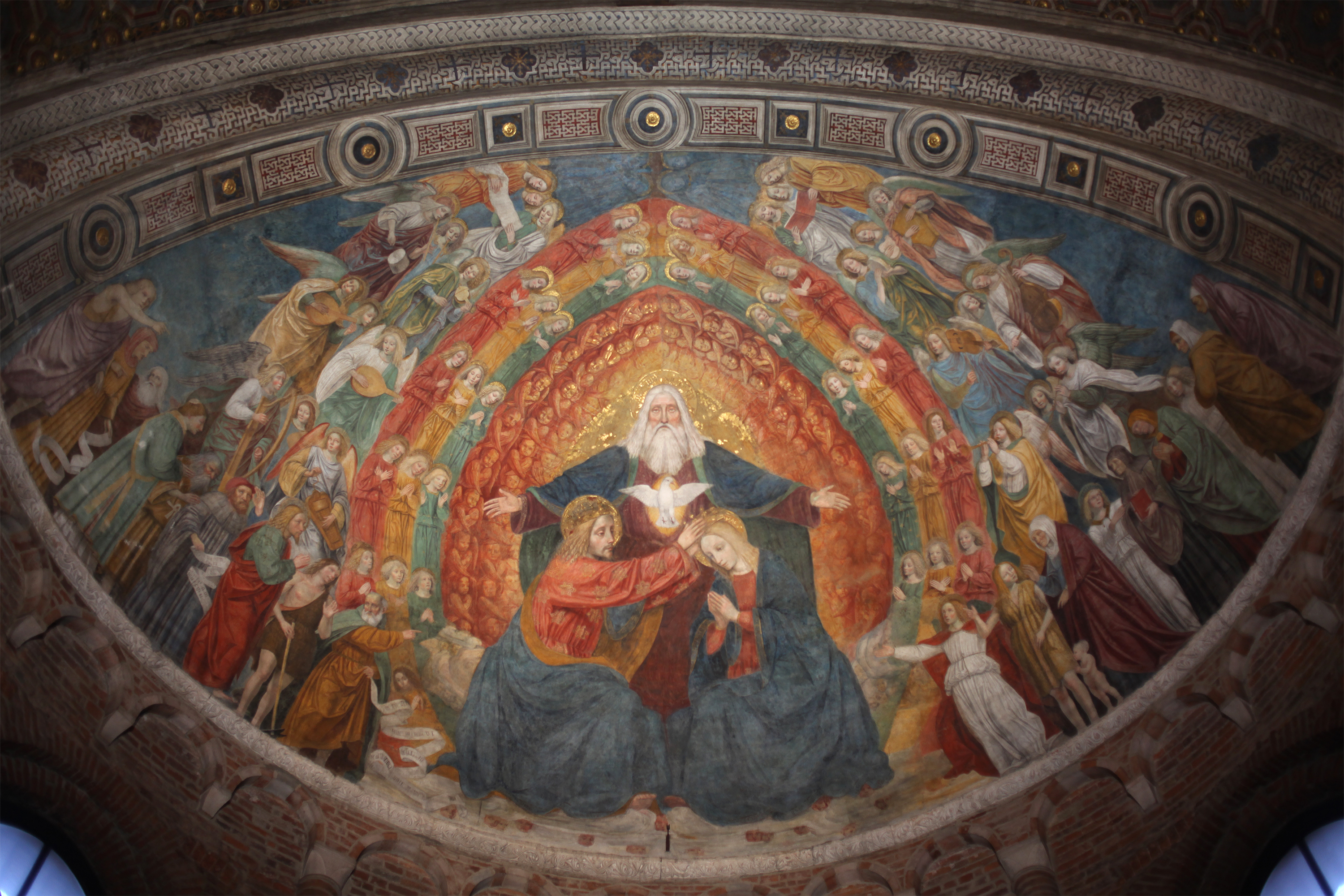
Коронование Девы. Фреска конхи апсиды базилики Сан-Симпличано. 1508. Милан
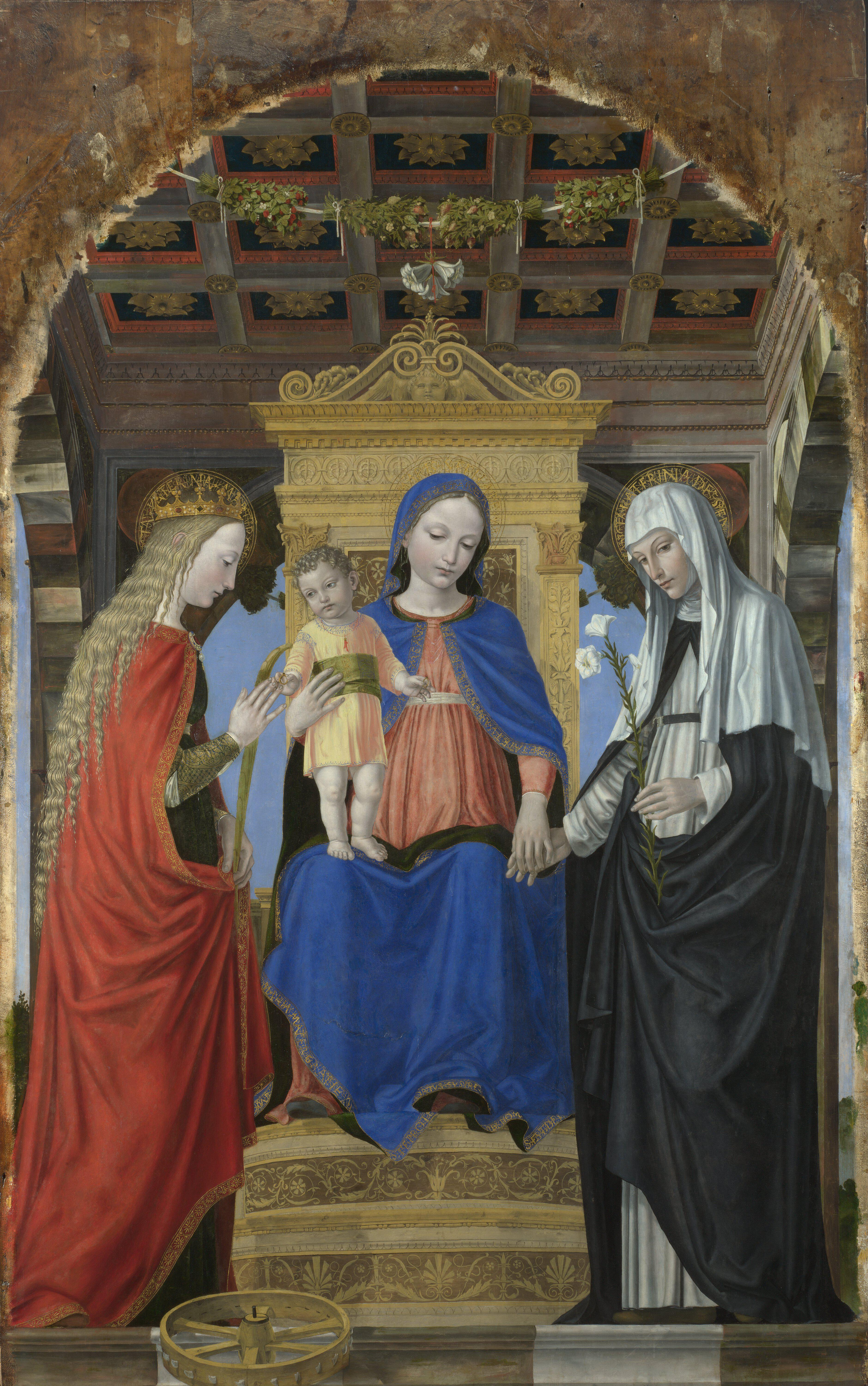
Мистическое обручение святой Екатерины Александрийской и святой Екатерины Сиенской (Алтарь Павийской Чертозы). Ок. 1490. Дерево, масло. Национальная галерея, Лондон
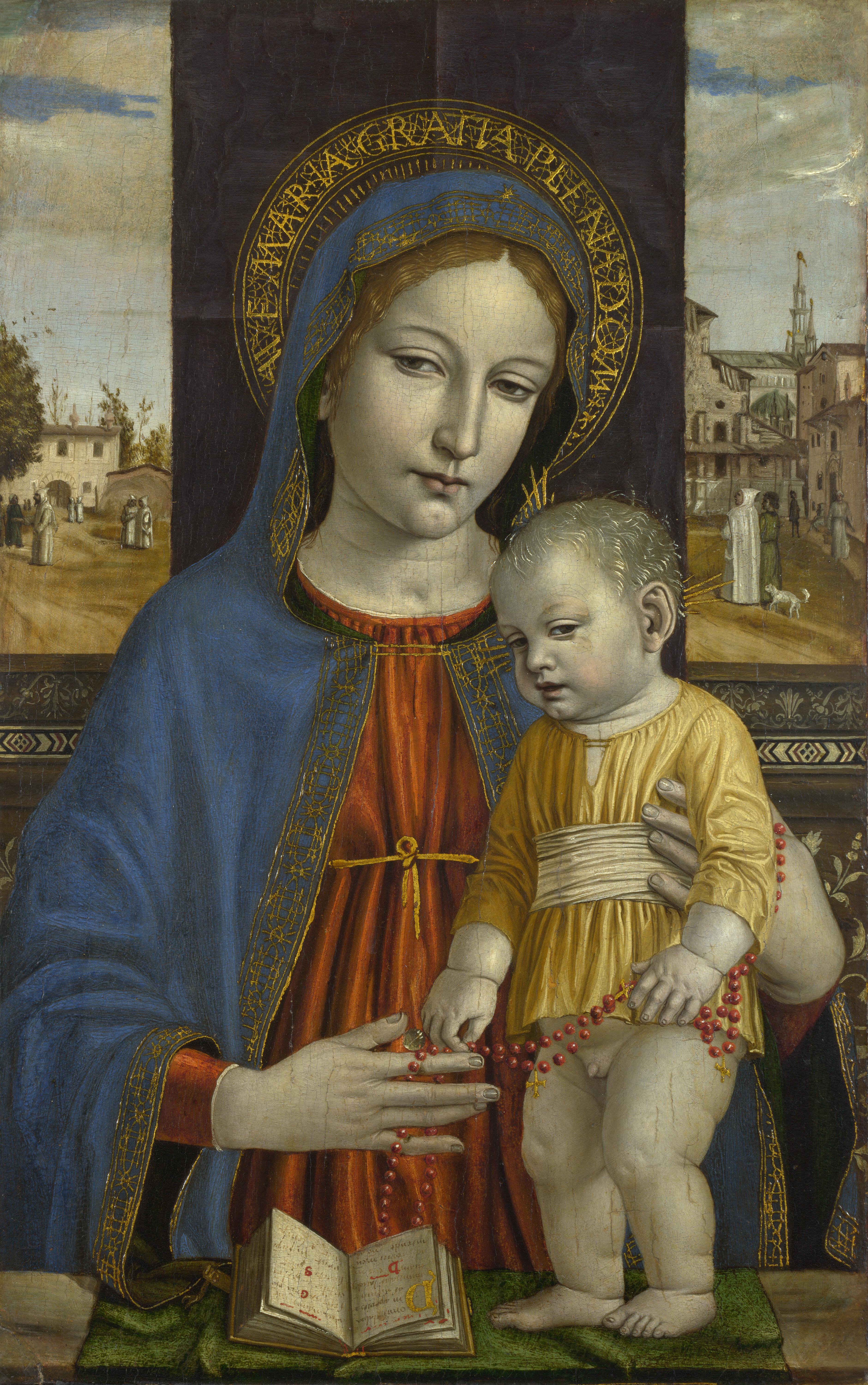
Мадонна с Младенцем. 1488—1490. Дерево, темпера, масло. Национальная галерея, Лондон
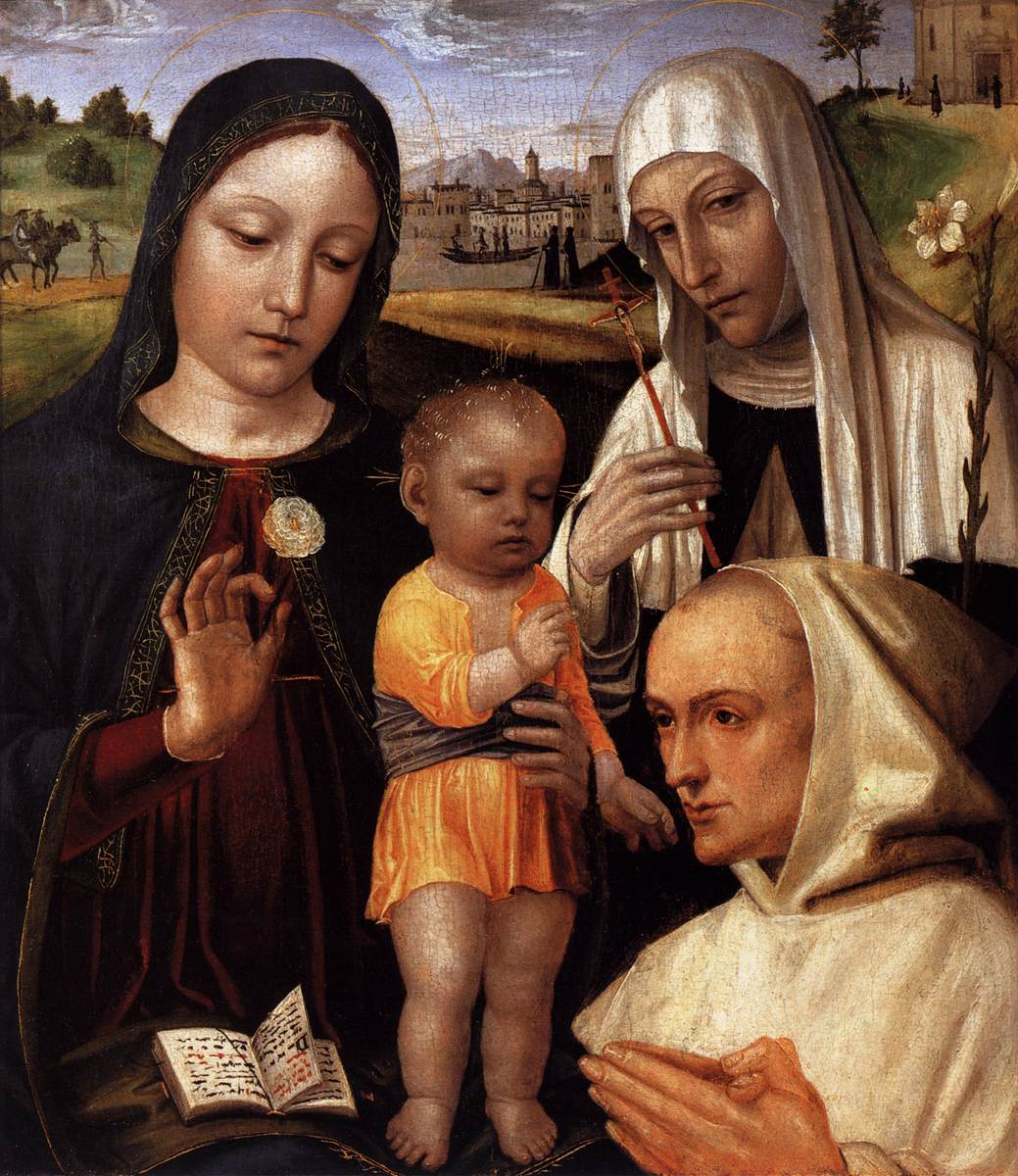
Мадонна Чертозийская. 1488. Дерево, масло. Пинакотека Брера, Милан
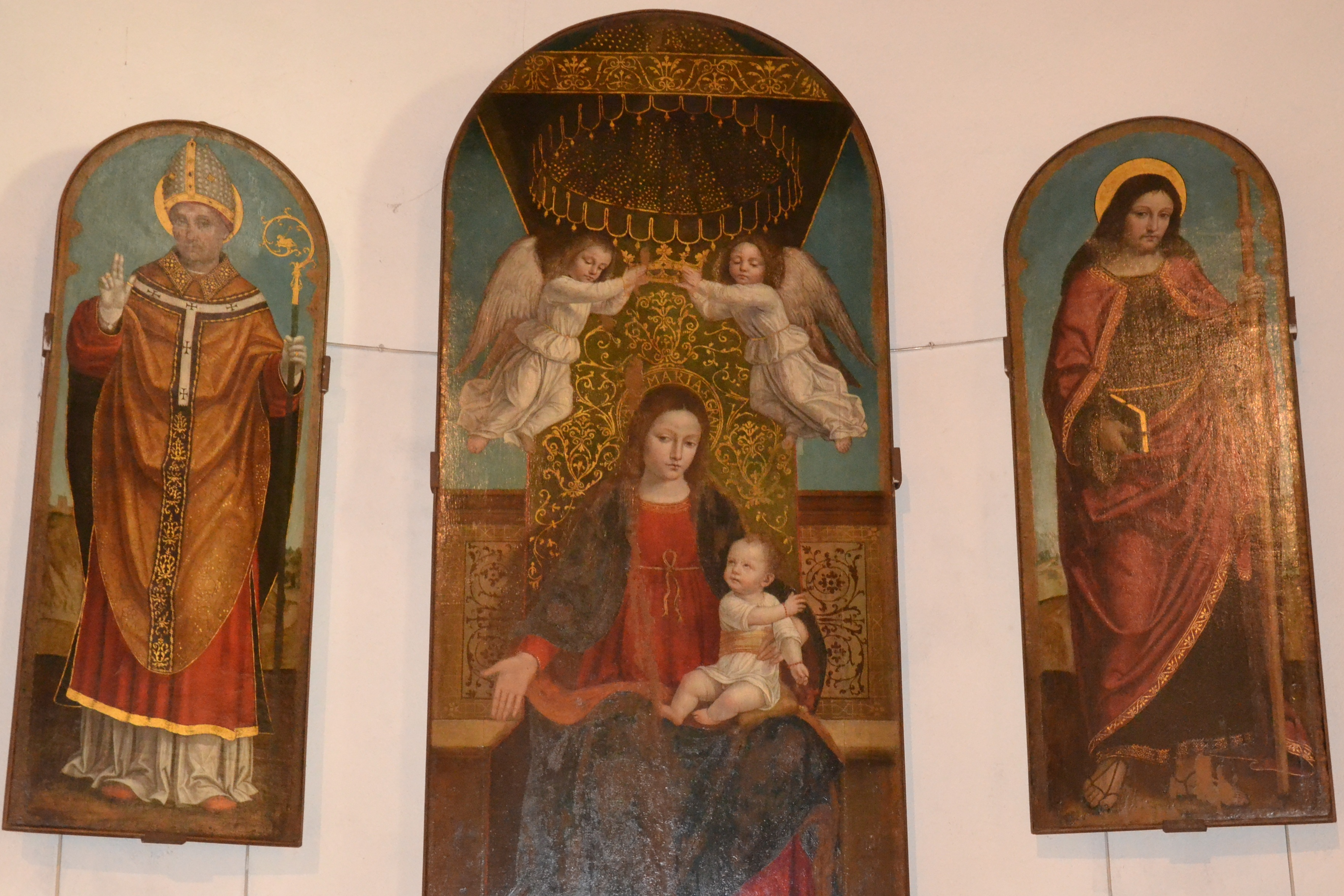
Алтарь Бергоньоне. Детали полиптиха. Мадонна с Младенцем, святой апостол Иаков и святой Энрико. Капелла Бривио, Базилика Сант-Эусторджо. Милан